# 秘雕魚
秘雕魚（臺羅: Pì-tiau hî）是當鱼畸形导致鱼背隆起或體側彎曲，以X光檢視骨骼型態，脊椎形狀呈現波浪狀、單彎、雙彎，甚至3彎，彎曲程度視個體畸形的嚴重情況而異。因為看起來像是黃俊雄布袋戲裡面的角色「秘雕」，故被稱為「秘雕魚」。
於1993年，台灣環保團體曾於核二廠附近發現畸形花身雞魚，於是台灣電力公司特別委託專家調查，並解釋為水溫所引起，但在調整出水口及水溫之後，畸形魚並沒有減少，邵廣昭（中央研究院動物所所長）表示，這是因為核二廠改善工程當初並非是為了解決1993年發現秘雕魚事件而作，而是早在1987年時台電為符合環保署制訂之兩項「放流水標準」之一，「在出水口外500公尺處水溫不得超過背景水溫加4℃」之規定即已策劃並定案。此工程延宕至1993年起才施工，並於1994年完成。啟用後確已達到使溫排水在排水口外海擴散較佳之預期效果，但在「出水口內」及「堤岸旁」之近域內之水溫，因為海水還沒來得及流到外面去擴散和稀釋，當然水溫是不可能降低的。而嗜高溫的魚苗被溫水誘引而來也無法阻止，同時在岸邊又有淡水外流的誘因下，魚苗乃聚集生活在出水口內或堤岸邊，故而造成畸形。因此核二廠之排水口改善工程與秘雕魚其實並無關連，也很難防止秘雕魚不再產生。
之後又發現豆仔魚、烏魚和虱目魚等魚類畸形。

## 發現
1993年7月31日金山鄉民范正堂於台電核能二廠排水口發現大量變型花身雞魚（秘雕魚）。這些魚的脊柱成規則性的上下左右雙S型彎曲，有些還眼睛外凸，舉世罕見。而秘雕魚分佈僅限核二廠出水口一帶，明顯的係核二廠環境因子所造成。在此之前，已有過發現「魚屍」橫遍萬里沙灘的記錄。
2011年2月有民眾發現石門水庫有大批長滿畸形腫瘤的奇特魚類，經過魚病專家解剖發現，部分10公分不到的魚體內，竟然有100多隻寄生性吸蟲。這些寄生蟲經研究後確認為俗稱「黃吸蟲」的扁彎口吸蟲（Clinostomum complanatum Yamashita, 1938）的囊狀幼蟲（metacercariae）。

## 外部連結
- 秘雕魚的成因說分明
- 秘雕魚確係高水溫所造成，非關核污染 （页面存档备份，存于）